# Fredrik Elisa Loosjes
Fredrik Elisa Loosjes (* 13. August 1913 in Hilversum; † 25. Juli 1994 in Ede, Niederlande) war ein niederländischer Biologe und Malakologe. Sein Forschungsschwerpunkt galt der Familie der Schließmundschnecken (Clausiliidae).

## Leben
Loosjes immatrikulierte sich 1931 an der Universiteit van Amsterdam für ein Biologiestudium, das er 1937 mit dem Schwerpunkt Zoologie und den Nebenfächern Botanik und Paläontologie abschloss. Zwischen 1937 und seiner Pensionierung im Jahr 1978 war er, mit einer kurzen Unterbrechung durch den Militärdienst von 1938 bis 1940, in verschiedenen biologischen Funktionen tätig, insbesondere im Bereich von Pestiziden und verwandten Problemen. Zu seinen beruflichen Stationen zählen das Laboratorium B.P.M. in Amsterdam von 1937 bis 1938, das Koloniaal Instituut (heute Koninklijk Instituut voor de Tropen) von 1940 bis 1947 sowie der Plantenziektenkundige Dienst in Wageningen von 1947 bis 1968.
In den letzten zehn Jahren vor seiner Pensionierung (1968–1978) war er als Inspektor bei der Hauptinspektion für Umwelthygiene tätig. In dieser Zeit publizierte er 30 wissenschaftliche Arbeiten zu Themen im Bereich der Pestizide und deren Forschung. 1953 wurde er in Amsterdam mit der Doktorarbeit Monograph of the Indo-Australian Clausiliidae unter der Leitung von Hendrik Engel zum Doktor promoviert. Diese Dissertation zählte zu den bis dahin wenigen systematischen Arbeiten aus den Niederlanden über eine spezielle Familie von Landschnecken und stellt nach wie vor eine bedeutende Quelle für das Wissen über die Systematik der südostasiatischen Clausiliidae dar.
Neben seiner Dissertation veröffentlichte Loosjes zahlreiche wissenschaftliche Arbeiten über die Familie der Schließmundschnecken. Er widmete sich insbesondere den asiatischen Phaedusinae und den europäischen Clausiliinae, wobei auch die südamerikanischen Neniinae später in den Fokus seiner Forschung rückten. Diese Beschäftigung festigte seinen internationalen Ruf als Experte für diese vielfältige Schnecken-Gruppe. Ab 1940 war Loosjes mit Anna Catharina Wilhelmina van Bemmel verheiratet, die ihn über 54 Jahre lang unterstützte. Aus dieser Ehe gingen zwei Töchter hervor. Van Bemmel war Mitautorin mehrerer wissenschaftlicher Publikationen und übernahm zudem administrative Aufgaben, einschließlich der Pflege umfangreicher Kartensysteme, die für systematische Studien von wesentlicher Bedeutung waren.
Loosjes war von 1942 bis 1948 in der Funktion des Sekretärs der Nederlandse Malacologische Vereniging sowie Redakteur des korrespondierenden Journals, wobei beide Ämter in Personalunion ausgeübt wurden. Von 1968 bis 1971 bekleidete er das Amt des Vizepräsidenten der Unitas Malacologica Europaea. Seine Sammlung umfasst circa 3500 Exemplare der Familie Clausiliidae sowie eine begrenzte Anzahl weiterer Weichtiere. Auf seinen Wunsch hin wurde diese Sammlung an das Rijksmuseum van Natuurlijke Historie, heute bekannt als Naturalis Biodiversity Center, in Leiden überführt. Dieses Institut beherbergt nun eine der bedeutendsten Sammlungen in diesem Fachbereich weltweit.

## Erstbeschreibungen von Fredrik Elisa Loosjes
- Pseudogracilinenia Loosjes & Loosjes-van Bemmel, 1984
- Juttingia Loosjes, 1965
- Cylindronenia cicatricosa (Loosjes & Loosjes-van Bemmel, 1989)
- Phaedusa phongthoensis Loosjes & Loosjes-van Bemmel, 1949
- Cylindronenia pangamitoensis (Loosjes & Loosjes-van Bemmel, 1989)
- Bequaertinenia admirabilis (Loosjes & Loosjes-van Bemmel, 1989)
- Oospira miranda (Loosjes & Loosjes-van Bemmel, 1973)
- Tropidauchenia proctostoma ssp. forceps Loosjes & Loosjes-van Bemmel, 1973
- Montenegrina voidomatis ssp. thysi Loosjes & Loosjes-van Bemmel, 1988
- Parabalea incarum ssp. breurei (Loosjes & Loosjes-van Bemmel, 1984)
- Steeriana cajamarcana ssp. pomabambensis (Loosjes & Loosjes-van Bemmel, 1989)
- Albinaria janisadana Loosjes, 1955
- Zaptyx annae Loosjes, 1950
- Akramowskia valentini (Loosjes, 1964)
- Juttingia fucosa (Loosjes, 1963)
- Andiniella flammulata (Loosjes, 1957)
- Oospira jacobsoni (Loosjes, 1953)
- Phaedusa angkanensis Loosjes, 1950
- Zaptyx rehderi Loosjes, 1950
- Oospira scalariformis (Loosjes, 1953)
- Oospira gracilenta (Loosjes, 1953)
- Oospira fornicata (Loosjes, 1963)
- Oospira brachyptycta (Loosjes, 1953)
- Oospira thrausta (Loosjes, 1953)
- Phaedusa filicostata ssp. compressa Loosjes, 1953
- Phaedusa corticina ssp. batuensis Loosjes, 1953
- Phaedusa filicostata ssp. musangensis Loosjes, 1953
- Albinaria janisadana ssp. paximadiana Loosjes, 1955